# Putney
Putney – dzielnica Londynu, w Wielki Londyn, leżąca w gminie Wandsworth. Putney jest wspomniana w Domesday Book (1086) jako Putelei.
Na terenie dzielnicy znajduje się punkt startowy Wyścigu Ósemek Oksford-Cambridge.